# Louis Paul Rastouil
Louis Paul Rastouil est un ecclésiastique catholique français et évêque de Limoges de 1938 à 1966.

## Histoire
Louis Paul Rastouil est né à Bonnieux (Vaucluse) le 8 mai 1884, il est ordonné prêtre en 1908 et est sacré le 21 décembre 1938 à Marseille.
Il combat et est blessé durant la Première Guerre mondiale.
Il devient évêque de Limoges en 1938 et est consacré le 21 décembre de la même année par Jean Delay avec comme co-consécrateurs Maurice Dubourg et Augustin Simeone (de). Réprouvant les politiques antisémites du Régime de Vichy, qu’il qualifie de « barbares et inhumaines » et surtout « contraires à la doctrine de charité et d’entraide de l’Église catholique » il sera initié a sauver de nombreux juifs, cachés dans des familles, en lien avec l’Organisation de secours aux enfants (OSE). il refuse d’assister au service funèbre de Philippe Henriot, abattu par la Résistance à Paris, en présence de Pierre Laval ou de Joseph Darnand en la Cathédrale Notre-Dame de Paris ce qui lui vaut d’être arrêté par la Milice française puis retenu en captivité pendant deux semaines. À la suite du massacre d'Oradour-sur-Glane en juin 1944, il se rend sur place et stigmatise les Nazis, la 2e division SS Das Reich auteurs de cette tuerie.
Il décède à la suite d'une longue maladie, à Limoges (Haute-Vienne) le 7 avril 1966.

## Prises de position
En 1954, il exige la soumission des prêtres ouvriers à la hiérarchie catholique, tout en soutenant leur action.
En 1960, lors du trouble des esprits concernant la guerre d'Algérie, il enjoignait à ses diocésains de « s'unir autour du pouvoir responsable, même au prix de quelques sacrifices personnels ».
Il participe aux travaux du deuxième concile œcuménique du Vatican[réf. nécessaire].

## Distinctions
Mgr Rastouil est fait chevalier de la Légion d'honneur, titulaire de la médaille militaire et de la croix de guerre.